# Sint-Corneliuskapel (Sint-Kornelis-Horebeke)

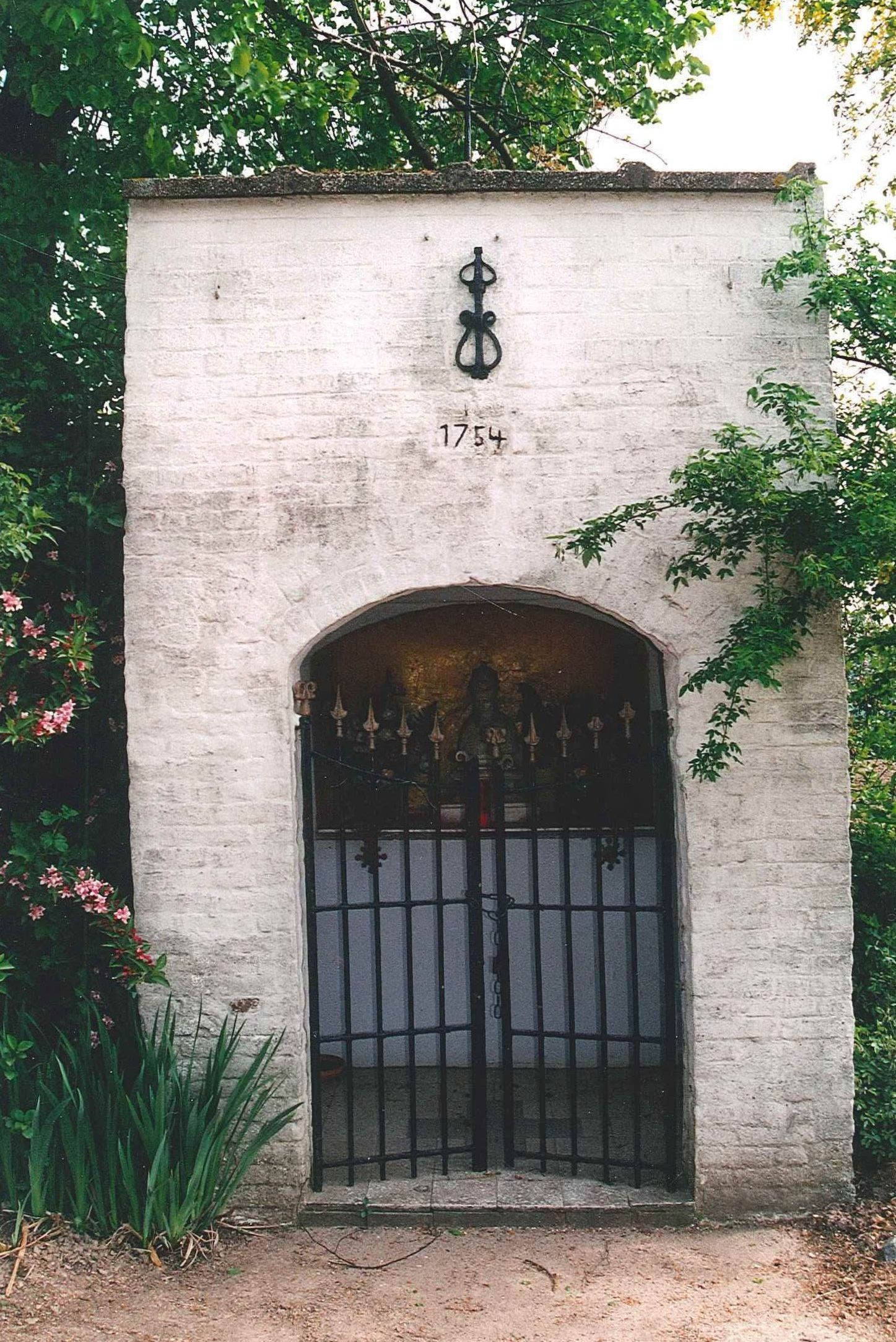
Sint-Corneliuskapel

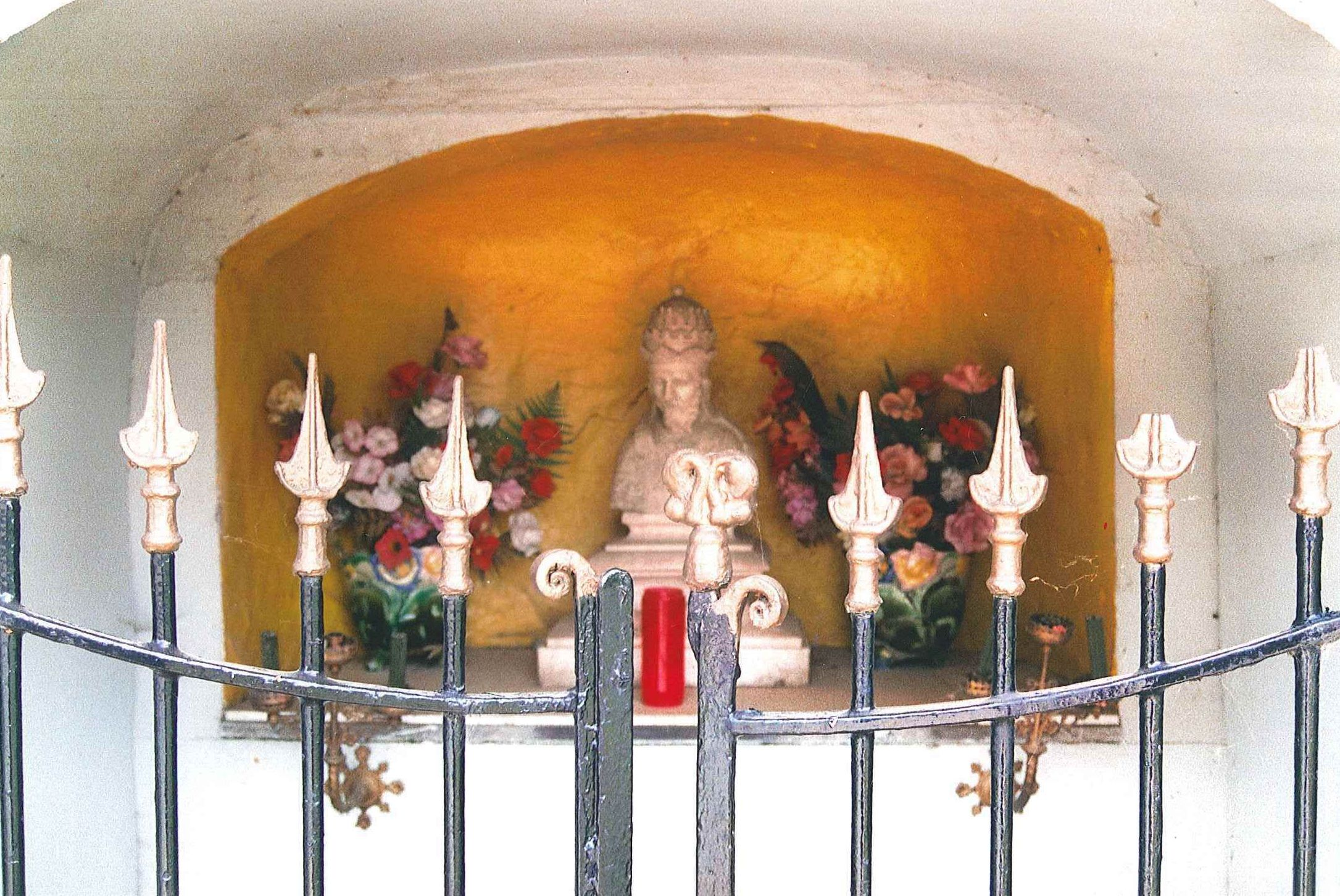
Interieur

De Sint-Corneliuskapel is een kapel in de tot de Oost-Vlaamse gemeente Horebeke behorende plaats Sint-Kornelis-Horebeke, gelegen aan de Meersestraat.
De kapel werd gebouwd in 1754. Hij stond nabij de Grootveldmolen die er heeft gestaan van 1785-1871.
Het is een eenvoudig gebouwtje onder lessenaardak op vierkante plattegrond dat in 1958 nog werd verbouwd.
In 1964 werd het originele Sint-Corneliusbeeld gestolen en in 1965 werd een nieuw beeld geplaatst.